# 比婆道後帝釈国定公園
比婆道後帝釈国定公園（ひばどうごたいしゃくこくていこうえん）は、広島県・島根県及び鳥取県にまたがる国定公園である。
総面積は8,416haで、三井野原・比婆山・吾妻山・船通山・道後山の中国山地の中央部の山々と帝釈峡からなる。1963年（昭和38年）7月24日に指定された。

## 概要
比婆山・道後山：隆起草原地形
帝釈峡地域：カルスト地形を縦走する峡谷

### 面積
- 8,416ha

### 山

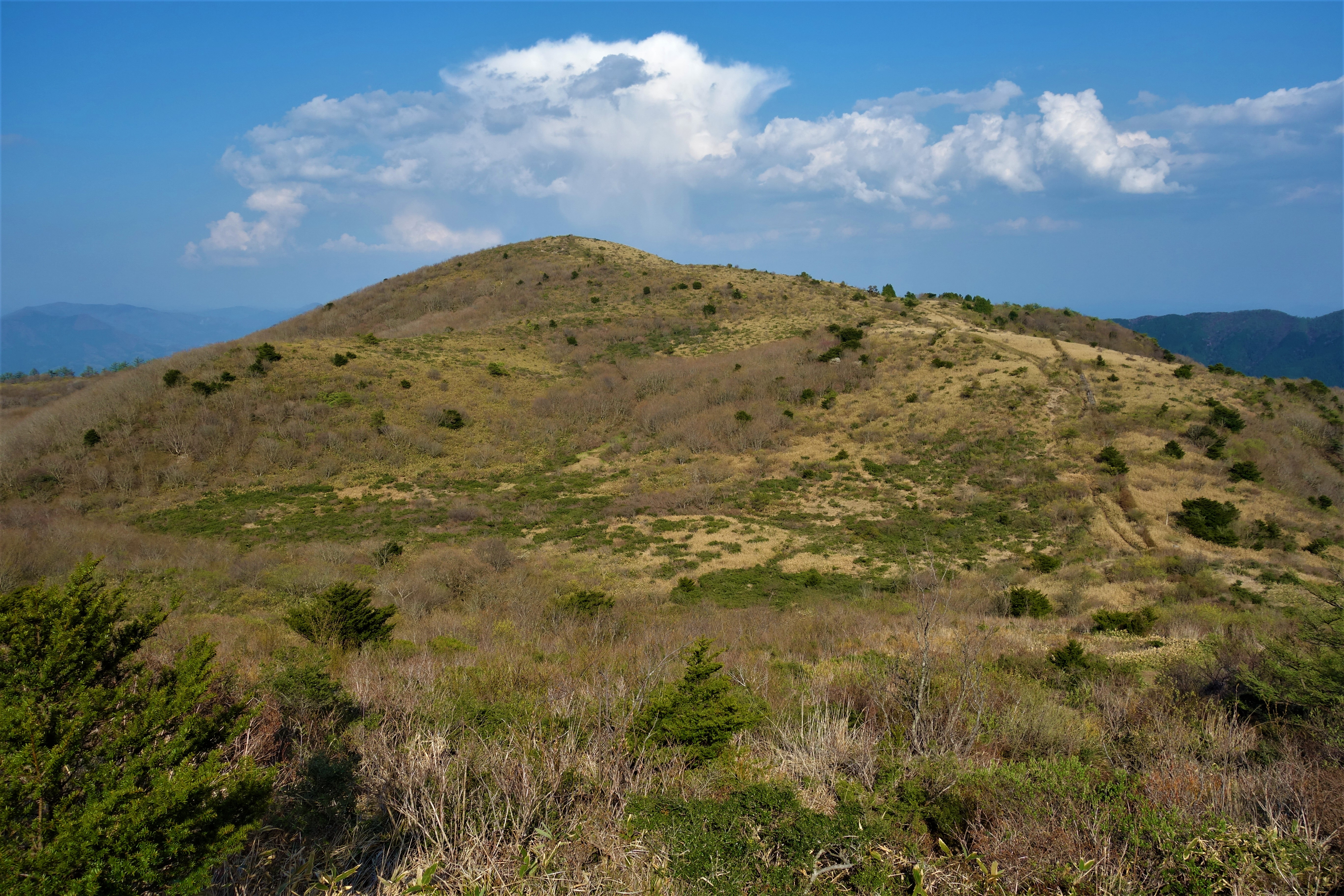
道後山

- 比婆山（標高1,299m）
- 吾妻山（標高1,240m）
- 船通山（標高1,142m）
- 道後山（標高1,271m)

### 渓谷
- 帝釈峡

### 湖

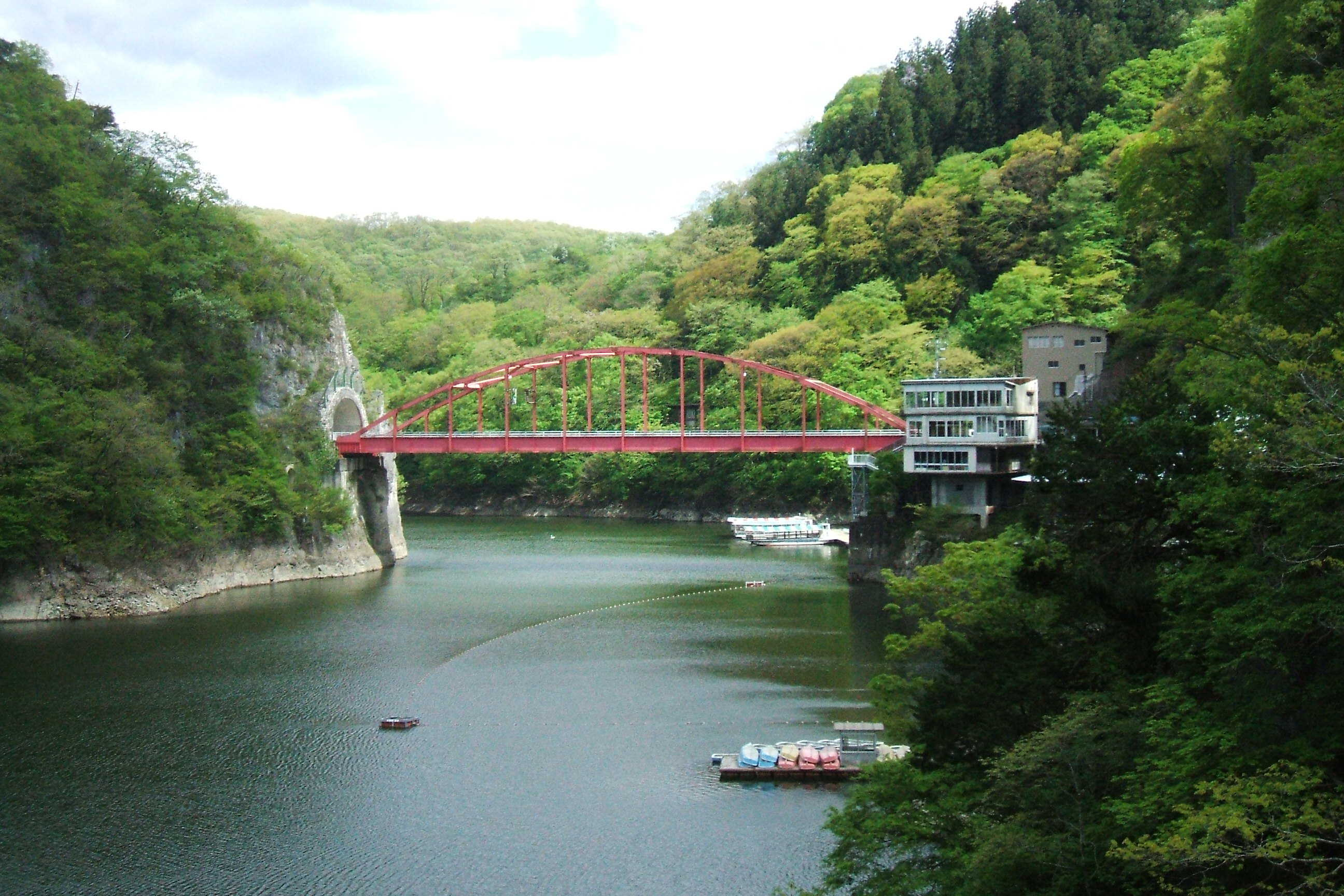
神竜湖

- 神竜湖（しんりゅうこ） ・・帝釈川ダムのダム湖
財団法人ダム水源池環境整備センターのダム湖百選に選定されている

### 自然
- 植生：ブナ林（比婆山）、イチイ、クモノスシダ､イチョウシダ等石灰岩植物（帝釈峡）
比婆山のブナ純林は、国の天然記念物に指定されている。
- 動物：ツキノワグマ、ニホンザル、クマタカ、オオサンショウウオ

### 施設
- ドルフィンバレイスキー場
- 道後山高原スキー場
- スノーリゾート猫山
- 三井野原スキー場
- ひろしま県民の森
- 休暇村帝釈峡

## 関係市町村
- 広島県庄原市、神石郡神石高原町[1]
- 島根県仁多郡奥出雲町[1]
- 鳥取県日野郡日南町[1]

## 関連記事
- 国定公園一覧